# Animoca Brands

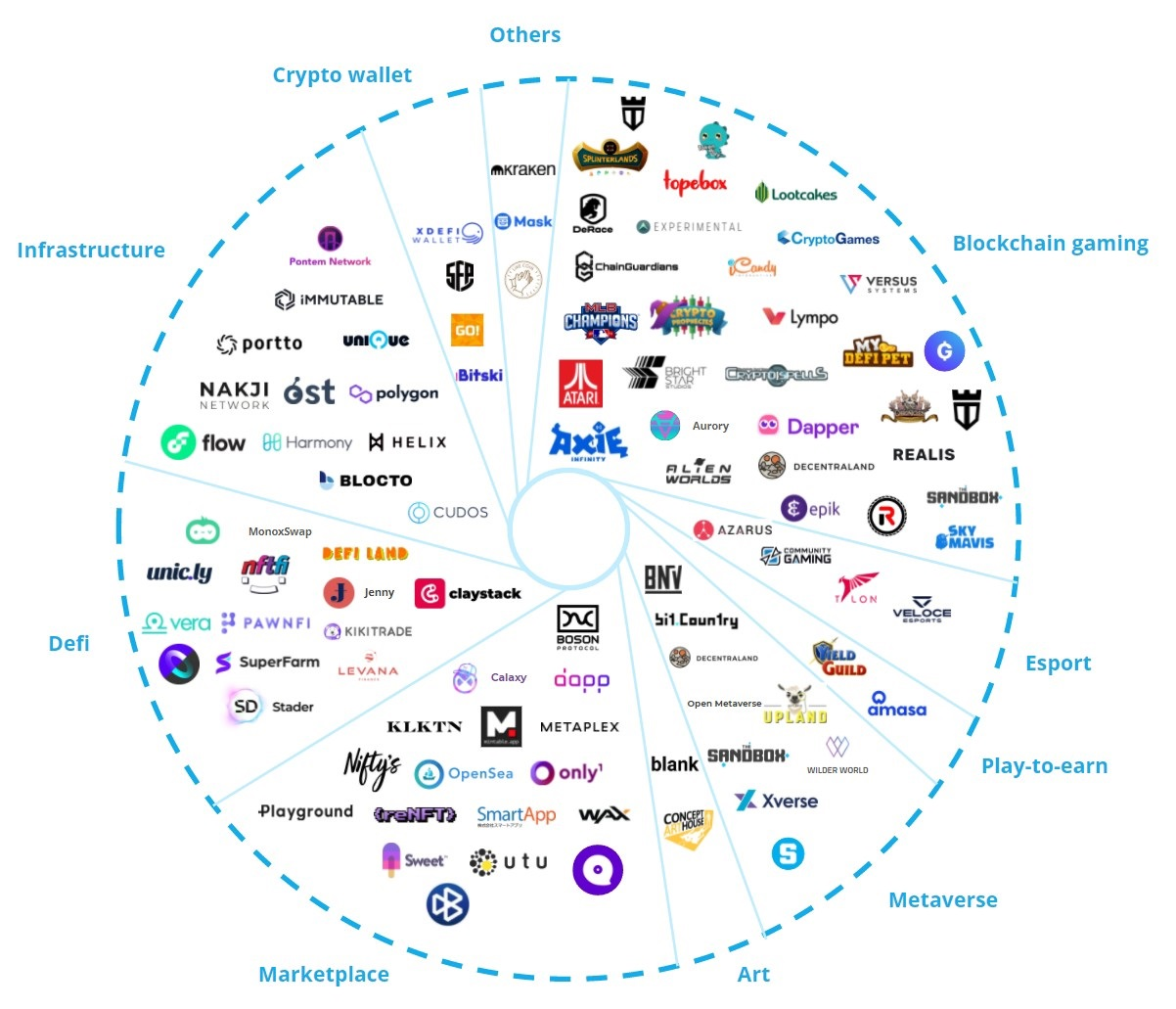
Investments

Animoca Brands is een gamesoftwarebedrijf en durfkapitaalbedrijf, opgericht door Yat Siu in 2014 en gevestigd in Hong Kong. Het bedrijf ontwikkelt en verkoopt gratis games en apps. De focus ligt op het licentiëren van bekende merken, blockchain en kunstmatige intelligentie.

## Bekende spellen
- Axie Infinity
- Beast Quest
- CryptoKitties
- F1 Delta Time
- Power Rangers: Legacy Wars, Power Rangers: Battle for the Grid
- Projection: First Light
- RollerCoaster Tycoon
- The Sandbox

## Verhaal
Animoca Brands is in 2014 opgericht in Hong Kong.
Op 13 mei 2021 haalde Animoca 88.888.888 dollar op via een kapitaalverhoging. De nieuwe aandelen werden voor $ 0,86 verkocht aan institutionele beleggers en Animoca behaalde een marktkapitalisatie van $ 1 miljard. Op 1 juli 2021 werd nog eens $ 50 miljoen opgehaald. Een andere kapitaalverhoging bracht in oktober 2021 $ 65 miljoen op.